# 森テレビ中継局
森テレビ中継局（もりテレビちゅうけいきょく）は、静岡県周智郡森町に置かれているテレビの中継局。

## 所在地
- 周智郡森町向天方（城ヶ平）[1][2][3]

## 中継局概要

### デジタルテレビ放送
| リモコン 番号 | 放送局名            | チャンネル 番号 | 空中線 電力 | ERP | 偏波面   | 放送対象地域 | 放送区域 内世帯数 | 運用開始日    |
| ------------- | ------------------- | --------------- | ----------- | --- | -------- | ------------ | ----------------- | ------------- |
| 1             | NHK静岡 総合        | 16              | 300mW       | 1W  | 水平偏波 | 静岡県       | 約4,000世帯       | 2010年5月31日 |
| 2             | NHK静岡 教育        | 14              | 300mW       | 1W  | 水平偏波 | 全国         | 約4,000世帯       | 2010年5月31日 |
| 4             | SDT 静岡第一テレビ  | 19              | 300mW       | 1W  | 水平偏波 | 静岡県       | 約4,000世帯       | 2010年5月31日 |
| 5             | SATV 静岡朝日テレビ | 18              | 300mW       | 1W  | 水平偏波 | 静岡県       | 約4,000世帯       | 2010年5月31日 |
| 6             | SBS 静岡放送        | 15              | 300mW       | 1W  | 水平偏波 | 静岡県       | 約4,000世帯       | 2010年5月31日 |
| 8             | SUT テレビ静岡      | 17              | 300mW       | 1W  | 水平偏波 | 静岡県       | 約4,000世帯       | 2010年5月31日 |

#### 放送エリア
- 森町の一部[2][3]

#### 歴史
- 2010年
  - 4月14日 - 予備免許交付[2]
  - 4月19日 - 試験放送開始[2]
  - 5月27日 - 本免許交付[3]
  - 5月31日 - 本放送開始[1][4]

### アナログテレビ放送
| チャンネル 番号 | 放送局名            | 空中線 電力       | ERP                 | 偏波面   | 放送対象地域 | 放送区域 内世帯数 | 運用開始日     | 放送終了日    |
| --------------- | ------------------- | ----------------- | ------------------- | -------- | ------------ | ----------------- | -------------- | ------------- |
| 38              | SUT テレビ静岡      | 映像3W/ 音声750mW | 映像12.5W/ 音声3.1W | 水平偏波 | 静岡県       | 約-世帯           | 1973年12月21日 | 2011年7月24日 |
| 40              | SBS 静岡放送        | 映像3W/ 音声750mW | 映像12.5W/ 音声3.1W | 水平偏波 | 静岡県       | 約-世帯           | 1973年12月21日 | 2011年7月24日 |
| 42              | NHK静岡 総合        | 映像3W/ 音声750mW | 映像14W/ 音声3.5W   | 水平偏波 | 静岡県       | 約-世帯           | 1970年4月24日  | 2011年7月24日 |
| 44              | NHK静岡 教育        | 映像3W/ 音声750mW | 映像14W/ 音声3.5W   | 水平偏波 | 全国         | 約-世帯           | 1970年4月24日  | 2011年7月24日 |
| 46              | SATV 静岡朝日テレビ | 映像3W/ 音声750mW | 映像12.5W/ 音声3.1W | 水平偏波 | 静岡県       | 約-世帯           | 1988年5月18日  | 2011年7月24日 |
| 48              | SDT 静岡第一テレビ  | 映像3W/ 音声750mW | 映像12.5W/ 音声3.1W | 水平偏波 | 静岡県       | 約-世帯           | 1988年5月18日  | 2011年7月24日 |

- 全局2011年7月24日の正午をもって放送終了し、デジタルテレビ放送に完全移行した。